# 循衡地區

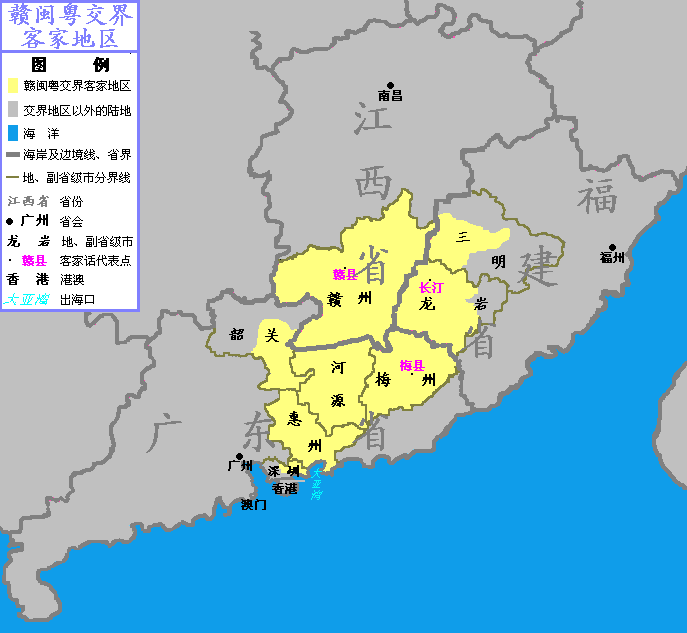
贛閩粵客家地区（客家中心区）

循衡地區特指中國廣東省的客家地區，主要包括梅州市、河源市、惠州市、韶關市等四個地級市，廣義也包括清遠、汕尾、東莞和福建龍巖等地。它由古循州（始創于隋朝開皇十年，即590年。治所在今龍川縣）和古衡州（創建於西晉，治所在今韶關市）組成，故名循衡地區。在這四個地級市範圍內居民的客家人也稱為“循衡民系”。循衡是“客家方言文化區”。
贛南、閩西和循衡等三個以客家文化為主的區域地理相連、人文相近、語言相通，又統稱為“嶺東地區”。所以循衡是廣東客家人的代名詞，嶺東則是粵閩贛三省交界的客家大本營所有客家話地域的統稱。